# 김교신 (조선귀족)
김교신(金敎莘, 1871년 10월 19일 ~ 1932년 3월 27일)은 대한제국과 일제강점기의 조선귀족으로, 본관은 경주이며 본적은 경성부 종로구 효자동이다. 다른 이름으로 김교화(金敎華)가 있으며 남작 김춘희의 장남이다.
1914년 6월 10일 일본 정부로부터 남작 김춘희(김교신의 아버지)의 사자(嗣子)로서 종5위에 서위되었으며 1915년 11월 10일 일본 정부로부터 다이쇼 대례 기념장을 받았다. 1924년 10월 15일 자신의 아버지였던 김춘희가 받은 남작 작위를 승계받았으며 1928년 11월 16일 일본 정부로부터 쇼와 대례 기념장을 받았다. 그의 작위는 아들 김정록이 습작했다.
민족문제연구소의 친일인명사전 수록자 명단의 수작/습작 부문, 친일반민족행위진상규명위원회가 발표한 친일반민족행위 705인 명단에 포함되었다.

## 가족 관계
- 증조부 : 김영작(金永爵, 1802년 - 1868년)
  - 조부 : 김항집(金恒集, 요절)
    - 생부 : 김춘희(金春熙) - 백부한테 양자로 감.
      - 본인 : 김교신(金敎莘)
        - 아들 : 김정록(金正祿)

## 참고 문헌
- 친일반민족행위진상규명위원회 (2009). 〈김교신〉. 《친일반민족행위진상규명 보고서 Ⅳ-1》. 서울. 827~830쪽.